# Secondo Khaganato turco
Il Secondo Khaganato turco (cinese: 后突厥; pinyin: hòu Tūjué, 682-744) fu una confederazione nomade o impero delle steppe in Mongolia. Fu preceduto dal Primo Khaganato turco (552-630) e poi da un periodo sotto il dominio dei Tang (630-682). Fu seguito dal Khaganato uiguro (744-840). Durante il khaganato la dinastia cinese dei Tang e l'Impero tibetano erano vicini al loro culmine e l'Islam stava appena cominciando a diffondersi in Asia centrale. Sebbene incentrato  in Mongolia, intorno al 712 si spinse ad ovest fino a Samarcanda prima di essere respinto dagli Arabi. Il Secondo Khaganato ci ha lasciato le iscrizioni dell'Orkhon, la più antica scrittura in una qualsiasi lingua turca e un'importante fonte di documentazione per comprendere la mentalità e le azioni dei sovrani turchi. 

## Antefatto
Il Secondo Khaganato turco fu governato dal clan Ashina che aveva fondato il primo khaganato. Sotto gli Ashina vi erano i Toquz Oghuz, i Basmyl, gli Uiguri e i Qarluq. La successione era laterale, cioè il potere passava ai fratelli minori del sovrano prima di ritornare a suo figlio. Ciò avrebbe potuto causare problemi tra le diverse generazioni. La religione dei sovrani Ashina potrebbe essere stata diversa dallo sciamanesimo delle persone comuni. Quando l'élite degli Ashina si radunava sul Monte Otukan per venerare Tengri, uomini, bambini e sciamani erano esclusi. Come il precedente khaganato e i successivi uiguri, il commercio era controllato dai mercanti sogdiani che avevano basi da Bukhara alla Cina.

## Storia

### Panoramica
Il khaganato nella fase iniziale ebbe successo grazie anche alla presenza di Tonyukuk, sagace consigliere dei primi quattro khagan. Negli ultimi dieci anni del regno vi furono ribellioni e sette sovrani diversi. Nota che le fonti usano ortografie diverse e hanno anni regali leggermente diversi. Questa voce non elenca tutte le varianti. Gli anni regali in questo articolo provengono da Baumer e possono differire da altri articoli di Wikipedia.

### Prima
Dopo la caduta del Khaganato turco orientale (630) i Cinesi lasciarono la Mongolia settentrionale agli Xueyantuo e trasferirono i Turchi Ashina nell'Altopiano dell'Ordos. Nel 679-81 Ashina Nishufu e Ashina Funian si ribellarono senza successo contro i Cinesi.

### Successo: 682-734
Si dovrebbero prima menzionare tre persone che furono importanti per il khaganato, pur senza mai regnare. Tonyukuk (ca. 646-ca. 725) fu un generale, statista e consigliere dei primi quattro kaghan. Consigliò ai Turchi di restare sulla steppa e di non adottare le usanze cinesi. Lasciò le iscrizioni di Tonyukuk nelle quali elogia sé stesso, apparentemente in modo giustificato. Kul Tigin era il secondo figlio di Ilterish, un generale e statista. Po Beg era la figlia di Tonyukuk e la moglie di Bilge. Dopo la morte di suo marito fu, senza successo, reggente per suo figlio.
Il khaganato fu fondato da (n. 1) Ilterish Qaghan (682-91). Nel 682-87 unì le tribù radunando le truppe di Funian, sottomettendo la confederazione del Toquz Oghuz (che includeva gli Uiguri) e unendosi alle tribù Sir, ai Basmyl e ai Qarluq ad ovest. Sconfisse gli eserciti cinesi e razziò la Cina. Scelse Otukan come sua capitale. Sotto suo fratello (n. 2) Qapaghan Qaghan (691-716), l'impero raggiunse il suo culmine. Ad est si annetté i Khitani, razziò la Cina ed estorse tributi all'imperatrice Wu. A nord sottomise i Kirghisi dello Enisej e i Tuva (709-10) (l'attacco ai Tuva implicò un difficile attraversamento delle montagne). Ad ovest sconfisse alcuni resti dei Turchi occidentali e si alleò con i Kankalis, in tal modo raggiungendo quasi i confini del primo khaganato. Ma quando avanzò verso Samarcanda fu sconfitto dagli Arabi (712). Nel 714 Qapaghan Qaghan fu sconfitto a Beshbalik e si ritirò dalla steppa centrale. La sua nuova debolezza provocò una ribellione da parte del Toquz Oghuz. Questo fu sconfitto (715-16), ma ritornando dalla campagna Qapaghan fu attirato in un'imboscata e ucciso.
In violazione dell'usanza, il trono fu preso dal figlio di Qapaghan, (n. 3) Inel Qaghan (716). Lui e i suoi sostenitori furono presto uccisi da Kul Tegin che intronizzò Bilge, primo figlio di Ilteresh e fratello maggiore di Kul. Sotto (n. 4) Bilge Khagan (716-34) il potere era nelle mani di Bilge, di suo fratello Kul Tegin e di suo suocero Tonyukuk. Gli Uiguri, il Tokuz Oghuz e i Khitani furono sottomessi, ma nell'estremo occidente i Turgesh mantennero la loro nuova indipendenza. Nel 720 l'imperatore Xuanzong dei Tang attaccò, ma Tonyukuk sconfisse la sua cavalleria basmyl e i Turchi incalzarono nel Gansu. L'anno successivo Xuanzong pagò un riscatto a Bilge Khagan. Nel 727 questi ricevette 100.000 pezzi di seta in cambio di un "tributo" di 30 cavalli. Rifiutò di allearsi con il Tibet contro la Cina. La sua saggezza fu elogiata da Zhang Yue (Tang dynasty). Le morti di Tonyukuk (725) e di Kul Tegin (731) lo privarono dei suoi migliori consiglieri. È riportato che Bilge Khagan fu avvelenato, ma il veleno agì lentamente ed egli riuscì a giustiziare i suoi assassini prima di morire. Il resoconto del suo regno è contenuto nell'iscrizione di Kul Tigin che fu eretta da suo figlio Yollig.

### Fine: 734-744
Bilge fu seguito da suo figlio maggiore (n. 5) Yollig Khagan (734-?), e dal figlio minore (n. 6) Tengri Qaghan (?-741). Yollig fu responsabile di almeno una delle iscrizioni dell'Orkhon. Tengri era un minore e dominato da sua madre, Po Beg, e dal favorito di lei. Nessuno dei due khagan riuscì a tenere insieme le tribù.
Nel 741-42 vi furono quattro khagan. Durante il regno di Tengri, il potere effettivo era nelle mani di due shad (governatori locali), uno ad oriente e uno ad occidente. Dopo che Tengri uccise lo shad occidentale fu ucciso a sua volta dallo shad orientale, Pan Kültiğin (Pan Kyul), che installò il figlio di Tengri (7). Pan Kyul fu presto ucciso dai Basmyl. Kutluk uccise il nuovo khagan, ne installò un altro (n. 8, nome?) e poi usurpò il trono come (n. 9) Kutluk Yabgu Khagan (741-42). Fu seguito da (n. 10) Özmiş Khagan (742-44), figlio di Pan Kyul e ultimo khagan indipendente.
Intanto, i Basmyl (Zungaria e Mongolia occidentale) si allearono con i Qarluq (ovest) e gli Uiguri (est). Ilterish Khagan dei Basmyl (742-44) proclamò sé stesso khagan e i capi qarluq e uiguri yabghu (viceré). Lui, o la sua alleanza, uccisero gli ultimi due khagan turchi e fu a sua volta ucciso dai Qarluq e dagli Uiguri. (n. 11) Kulun Beg o Bomei Khagan (744-45), un parente di Ozmysh, tentò di resistere ma fu ucciso dagli Uiguri con l'aiuto cinese.

### In seguito
Avendo sconfitto i Basmyl, le altre due tribù litigarono tra loro. Gli Uiguri spinsero ad ovest i Qarluq verso il Semireč'e e Kutlug I Bilge Kagan (744-47) si dichiarò sovrano del Khaganato uiguro. I Cinesi furono dapprima felici che i loro alleati uiguri avessero eliminato i Turchi, ma presto impararono che il nuovo khaganato era più temibile del vecchio.